# Glossosoma boltoni
Glossosoma boltoni là một loài Trichoptera trong họ Glossosomatidae. Chúng phân bố ở miền Cổ bắc.